# Идэ, Эмиль
Эмиль Идэ (фр. Émile Idée; 19 июля 1920, Нувьон-ле-Конт, Эна[…] — 30 декабря 2024[…], Брюнуа, Эсон) — французский профессиональный шоссейный велогонщик. Двукратный Чемпион Франции в групповой гонке (1942, 1947), пятикратный победитель велогонки Критериум Интернациональ (1940, 1942, 1943, 1947, 1949).
19 июля 2020 года Идэ исполнилось 100 лет, а 30 декабря 2024 года он умер в возрасте 104 лет. На момент смерти он считался старейшим победителем этапа «Тур де Франс».

## Победы
1940
Критериум Интернациональ
1942
Критериум Интернациональ
 Чемпионат Франции — групповая гонка
Paris-Reims
Grand Prix des Nations
1943
Критериум Интернациональ
1944
Circuit de Paris
1945
Nantua
1947
Критериум Интернациональ
 Чемпионат Франции — групповая гонка
Ronde d’Aix-en-Provence
1948
Trophée du Journal d’Alger
1949
Критериум Интернациональ
13-й этап Тур де Франс

## Результаты наТур де Франс
- 1947[англ.] — сход на 15 этапе
- 1948[англ.] — сход на 8 этапе
- 1949[англ.] — сход на 16 этапе